# 馬姆柳特區
54°56′35″N 68°30′00″E / 54.94306°N 68.50000°E

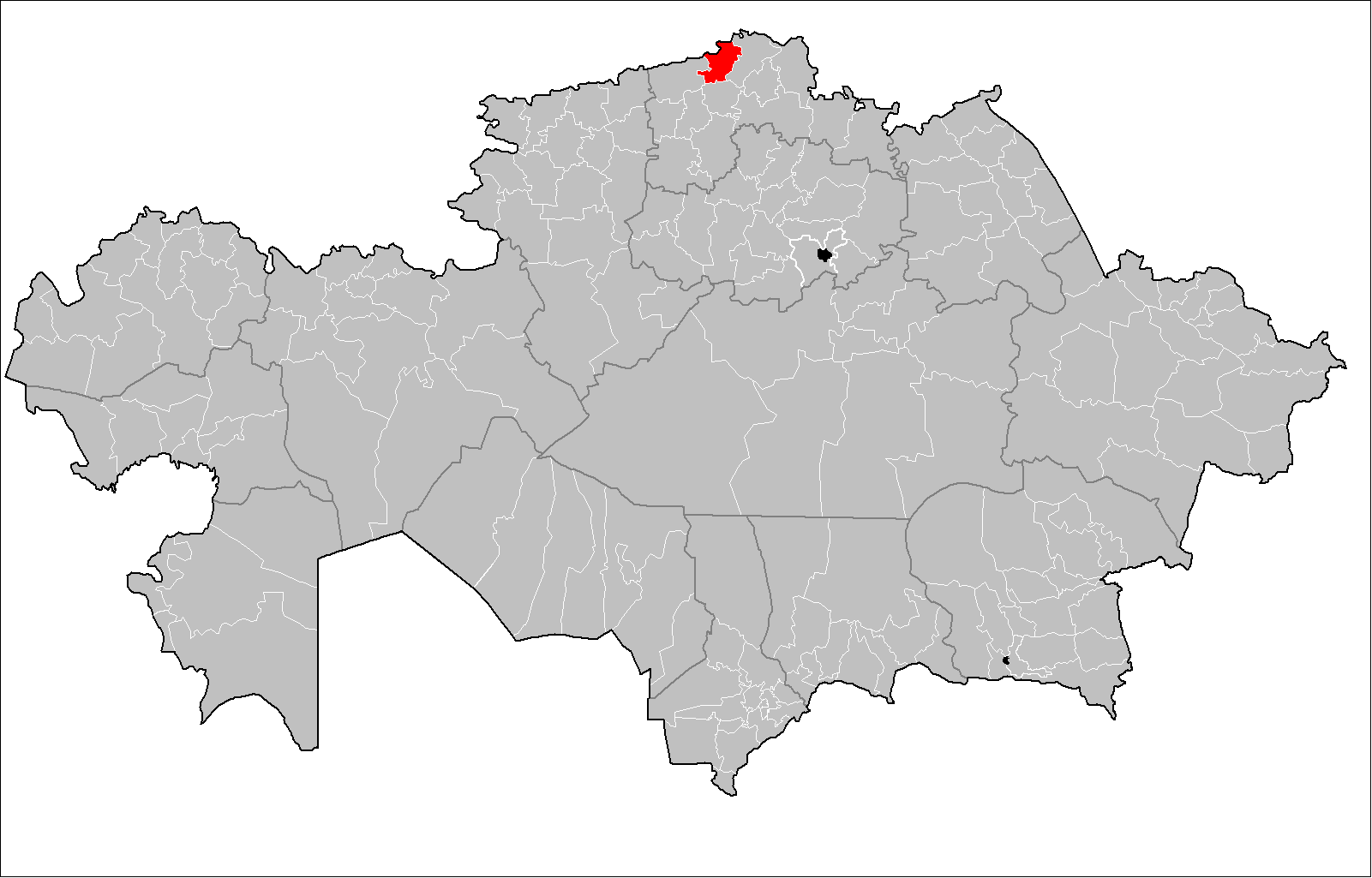

馬姆柳特區是哈薩克斯坦的行政區，位於該國北部，由北哈薩克斯坦州負責管轄，首府設於马姆柳特卡，始建於1932年，面積4,100平方公里，2019年人口17,845。